# ذا بريف آند ذا بولد
ذا بريف آند ذا بولد (بالإنجليزية: The Brave and the Bold)‏ هو عنوان مشترك لسلسلة من العديد من كتب القصص المصورة التي تنشرتها دي سي كومكس. تم نشر أول واحدة منها كسلسلة مستمرة من سنة 1955 إلى سنة 1983. وأعقب ذلك سلسلة مصغرة في 1991 و 1999، وأعيد إحياؤها كعنوان مستمر في سنة 2007. وقد تفاوت محور كل إصدار من السلسلة مع مرور الوقت ولكن المحور الأكثر شيوعا هو فريق من الشخصيات من مختلف أنحاء عالم دي سي يتعاونون مع بعضهم.